# 三河镇 (海原县)
三河镇，原名黑城镇，是中华人民共和国宁夏回族自治区中卫市海原县下辖的一个乡镇级行政单位。本为固原市原州区管辖，后划归海原县以建设海原新县城，并改为现名。

## 行政区划
三河镇下辖以下地区：
唐堡村、丘陵村、学梁村、苋麻村、代店村、辽坡村、黑城村、团庄村、红城村、肆营村、陆窖村、坪路村和小河村。